# Поданици древног култа
„Поданици древног култа” је југословенски кратки документарни ТВ филм из 1977. године. Режирао га је Здравко Велимировић који је написао и сценарио.